# Cercaria laevicardi
Cercaria laevicardi är en plattmaskart. Cercaria laevicardi ingår i släktet Cercaria och familjen Fellodistomatidae. Inga underarter finns listade i Catalogue of Life.